# Decatur (Alabama)
Decatur is een plaats (city) in de Amerikaanse staat Alabama, en valt bestuurlijk gezien onder Limestone County en Morgan County.

## Demografie
Bij de volkstelling in 2000 werd het aantal inwoners vastgesteld op 53.929.
In 2006 is het aantal inwoners door het United States Census Bureau geschat op 55.778, een stijging van 1849 (3,4%).

## Geografie
Volgens het United States Census Bureau beslaat de plaats een oppervlakte van
155,1 km², waarvan 138,3 km² land en 16,8 km² water. Decatur ligt op ongeveer 252 m boven zeeniveau.

## Plaatsen in de nabije omgeving
De onderstaande figuur toont de plaatsen in een straal van 24 km rond Decatur.

## Geboren
- Dean Jones (1931-2015), acteur en zanger
- Mae Jemison (1956), astronaute
- Lucas Black (1982), acteur

## Rocket City
Samen met de nabij gelegen stad Huntsville heeft Decatur de bijnaam Rocket City omdat er veel ruimtevaartbedrijven in de omgeving van die twee steden zijn gevestigd. In Decatur is de rakettenfabriek van United Launch Alliance te vinden.